# Opera lui Mahmoud Darwish
Opera lui Mahmoud Darwish este axată pe conflictul dintre arabii palestinieni și israelieni, care datează de mai bine de 100 de ani. 
De la Acordul Sykes–Picot și sfârșitul Primului Război Mondial și până în 1948, zona pe care ambele grupuri o reclamau era cunoscută internațional ca Palestina. După războiul din 1948-1949, această zonă a fost divizată în trei părți : Statul Israel, Cisiordania și Fâșia Gaza. .

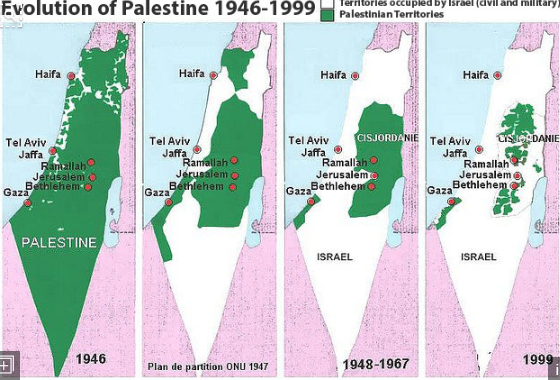
Israelul și Autoritatea Națională Palestiniană
etape

## Mahmoud Darwish, poet al exilului

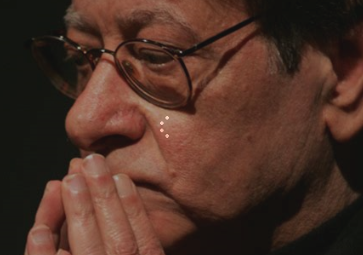
Mahmoud Darwish

Mahmoud Darwish (13 martie 1941 - 9 august 2008), este un poet arab-palestinian, influențat de experiența ocupației străine și a exilului său din anul 1971, a depus multă silință să transpună în poemele sale tristețea și furia sa cu scopul de a-i elimina pe israelienii invadatori de pe pamântul Palestinei. În opera sa, Palestina reprezintă o metaforă universală pentru durerea deposedării și a exilului. Poemele lui Darwish abundă în simboluri care oferă o perspectivă asupra relației dintre Israel și Palestina. Cuvintele sale sunt puternice și emoționante.

## Simbolistică în poemulᵓanā yūsufun yā ᵓbī
În această creație literară, poetul își exprimă marea dragoste față de patrie, dorul de casă și sentimentul de pierdere a identității. Poemul debutează cu verbul ᵓanā yūsufun pentru a stabiliza în mod explicit simțul identității în mintea cititorului. El descrie în primele versuri poporul israelian drept frații săi cu care împarte același loc și același cer, dar care au refuzat să trăiască cu palestinienii ca frații, într-o comunitate. Referirea la ᵓẖwatī lā yuhibbūnany („Frații mei nu mă iubesc”) se datorează faptului că evreii și palestinienii care trăiau în Palestina împărtășeau aceleași legături culturale până la apariția Statului Israelian. Yūsuf este o întrupare a Palestinei în sine, în timp ce frații săi întruchipează evreii care profită de orice oportunitate pentru a pune capăt vieții palestinienilor. Darwish compară în acest poem povestea coloniștilor și a Palestinei cu povestea din Coran a Profetului Yūsuf (Iosif) și a fraților săi, susținând că evreii au practicat diverse acte de asuprire și discriminare, precum frații lui Yūsuf, care au pus la cale un plan lipsit de onoare cu scopul de a-l ucide pe acesta.

## Yūsuf, fiul lui Iacob
Partea introductivă a poveștii lui Yūsuf din Coran îl prezintă pe acesta dezvăluind tatălui său, lui Iacob, un vis prin care el se simte superior fraților săi. Iacob recunoaște de îndată semnificația acestei reprezentări și îl sfătuiește să nu o povestească fraților săi deoarece ei sunt nemiloși și pot complota împotriva sa. Tatăl reprezintă în acest episod înțelepciunea, experiența. Visul neobișnuit al lui Yūsuf prezintă unsprezece stele, soarele și luna care se aplecau în fața sa. Iacob și familia sa locuiau în corturi. El avea doisprezece fii. Yūsuf a fost al doilea cel mai tânăr dintre ei și cel mai iubit de către Iacob. Această mare iubire a lui Iacob pentru Yūsuf i-a făcut pe frații săi să înceapă să îl urască și să urzească un plan pentru a-l ucide. Într-o zi, frații săi au căzut de acord și l-au aruncat în adâncurile unei fântâni. Yūsuf s-a rugat lui Dumnezeu și I-a cerut ajutorul. Între timp, o caravană din Siria care se îndrepta spre Egipt, s-a oprit lângă fântână pentru a lua apă. Unul dintre oamenii caravanei, în momentul în care a scos găleata, a văzut un băiat care s-a agățat de ea. Ei l-au dus pe Yūsuf în Egipt și l-au vândut unui prinț egiptean care l-a dus soției sale și a rugat-o să aibă grijă de el. Aceasta este o dovadă că Dumnezeu îi ajută pe cei care rămân credincioși și îi urmează calea.

## Palestina, metaforă pentru suferința deposedării
Darwish portretizează slăbiciunea Palestinei prin imaginea unui băiat inocent care se joacă iar colonizatorii urmăresc să-i distrugă locul de joacă. Băiatul nu are nicio putere de a se apăra și apelează la tatăl său Fa-māḏa faᶜaltu ᵓnā yā ᵓbī ( Cu ce am greșit?) care reprezintă vocea rațiunii și totodată conștiința lumii. Darwish înfățișează Palestina -  care reprezintă întregul teritoriu dintre Iordan și Marea Mediterană - ca un copil nevinovat, neputincios, care nu poate apăra ceea ce îi aparține. Yūsuf ajunge să se convingă că lupul este mai milos în comparație cu frații săi Wa-ḏ-ḏiᵓbu ᵓrhamu min ᵓẖwatī ( Lupul este mai milos decât frații mei). Cuvintele lui Yūsuf sunt cuvintele Palestinienilor care nu puteau găsi nicio putere pentru a-și readuce drepturile yaᶜtadūna ᶜalayya wa-yarmūnanī bi-l-ẖaṣā (Sunt ostili fața de mine și aruncă cu pietre în mine) wa-hum ᵓawṣadū bāba baytika dūnī  (Au închis ușa casei tale fără mine). Toate aceste cuvinte wa- ṯārū ᶜalayya wa-ṯārū ᶜalayka (S-au răzvrătit împotriva ta și a mea) desemnează acțiunile respingătoare ale Israelienilor care refuză să împartă casa cu Palestinienii. Darwish afirmă că Palestinienii iubesc pacea și trăiesc în armonie cu elementele naturii, în timp ce descrie reacțiile fraților săi, evreii, folosind cuvinte care indică caracterul ostil al acestora hum sammamū ᶜanabī (Mi-au otrăvit strugurii), wa-hum ḥaṭṭamū luᶜabī (Mi-au distrus jocul) 
Yūsuf reprezintă un simbol al păcii și totodată natura care îl înconjoară se află în armonie cu Yusuf ᵓa-farāšātu ḥaṭṭat ᶜlā katifayya (Fluturii mi-au aterizat pe umăr), în contradicție cu frații săi evrei care nu îl acceptă sub același acoperiș, aluzie la tratamentul israelienilor față de palestinieni. Yūsuf se întreabă de ce a trebuit să își părăsească țara și să trăiască în exil, având în vedere că odinioară obișnuiau cu toții să trăiască în pace și armonie 
Poemul se termină cu un verset din Coran raᵓaytu ᵓḥada ᶜšara kawkaban wa-š-šamsu wa-l qamara, wa-raᵓaytuhum lī sāǧidīna (Am văzut unsprezece stele, soarele și luna, da, le-am văzut aruncându-se cu fața la pământ înaintea mea). 

## ᵓanā yūsufun yā ᵓbī intrepretat de Marcel Khalife
Creația literară ᵓanā yūsufun yā ᵓbī a fost interpretată de compozitorul libanez Marcel Khalife în 1995, acompaniat de ᶜūd , un instrument muzical răspândit în țările arabe. Anii 1970-1980 au fost anii războiului civil din Liban, a rezistenței împotriva invaziei israeliene, a luptei Palestinei pentru drepturile civile din Israel și a primei revolte palestiniene, iar combinația "Marcel Khalife - Mahmoud Darwish" a umplut un spațiu pe scena muzicii arabe moderne, unde piesele muzicale patriotice erau fie propagandă, fie nu abordau problemele curente. 

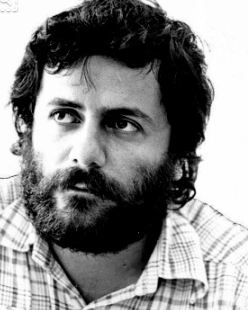
Marcel Khalife
Interpretul poeziei أnā yūsf yā أby

Muzica lui Marcel Khalife evocă spiritul de rezistență în fața cuceritorului israelian. Cu toate acestea, piesa interpretată de Khalife a suscitat o amplă polemică și a fost acuzată de insultarea valorilor religioase prin versurile scrise de Mahmoud Darwish. Deși versurile au fost scrise de Darwish, islamiștii fundamentaliști au atacat doar interpretul pe baza faptului că nu este permis ca un verset din Coran să apară în muzică, fenomen ce a dus la acuzarea lui Marcel Khalife de blasfemie. 
Într-un interviu acordat lui Marcel Khalife în emisiunea ḍyf wa masyra acesta afirma că poemele lui Darwish au fost ḥabl naǧāt mina-l-ġaraq (o sfoară de salvare de la înec) în timpul războiului din Liban (1970-1980).